# Mohiniyattam

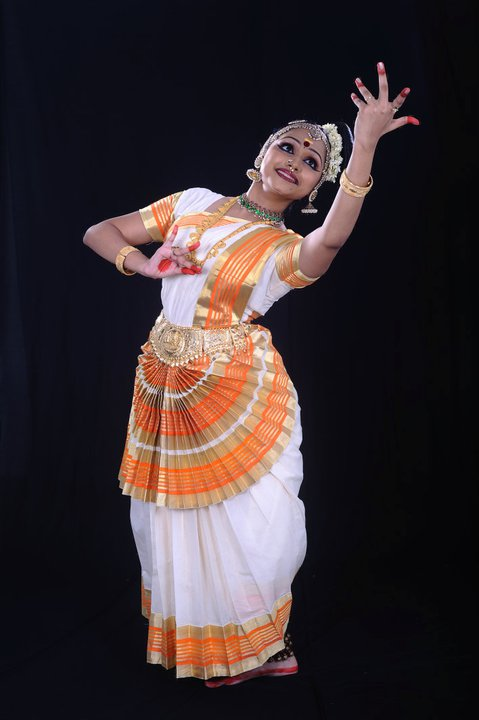
Danza Mohiniyattom

Mohiniyattam è una forma di danza classica indiana originaria dello stato del Kerala.  La danza prende il nome da Mohini - l'incantatrice avatar della divinità indù Vishnu, che aiuta i deva a prevalere sugli asura usando il suo fascino femminile.
Le radici del Mohiniyattam, come tutte le danze classiche indiane, si trovano nel Natya Shastra - l'antico testo sanscrito indù sulle arti performative. Tuttavia, segue lo stile Lasya descritto nel Natya Sastra, ovvero una danza femminile delicata, piena di erotismo. È tradizionalmente una danza solista eseguita da donne dopo un intenso addestramento, anche se in età contemporanea anche gli uomini la eseguono. Il repertorio del Mohiniyattam include musica in stile carnatico, canto e recitazione attraverso la danza, dove la recitazione può essere eseguita sia da un cantante separato che dalla danzatrice stessa. Il canto è tipicamente in una lingua ibrida chiamata Manipravalam, che combina il lessico sanscrito e la morfosintassi tamil.
La prima menzione della parola si trova nel Vyavahāramālā, un testo di diritto del XVI secolo, ma le probabili radici della danza sono più antiche. La danza fu sistematizzata nel XVIII secolo, fu ridicolizzata come sistema di prostituzione Devadasi durante l'impero anglo-indiano, venne vietata da una serie di leggi dal 1931 al 1938, divieto che fu contestato e parzialmente revocato nel 1940. Il conflitto socio-politico portò infine a un rinnovato interesse, revival e ricostruzione del Mohiniyattam da parte del popolo del Kerala, in particolare del poeta Vallathol Narayana Menon.

## Principi del Mohiniyattam
Lasya: Lasya è l'aspetto femminile della danza. È caratterizzato dai suoi movimenti morbidi e aggraziati. Il Mohiniyattam è una forma di danza a predominanza lasya che enfatizza la grazia e la bellezza femminile.
Trisama: Trisama è il coordinamento dei tre elementi della danza: nritta (danza pura), nritya (danza espressiva) e natya (dramma). Le danzatrici del Mohiniyattam devono essere in grado di coordinare tutti e tre gli elementi della danza per creare un'esibizione armoniosa ed espressiva.
Abhinaya: Abhinaya è l'arte dell'espressione facciale e dei gesti delle mani nella danza classica indiana. Le danzatrici del Mohiniyattam usano l'abhinaya per trasmettere le emozioni e il significato della danza.
Mudra: le mudra sono gesti delle mani che vengono usati per trasmettere significati specifici nella danza classica indiana. Le danzatrici del Mohiniyattam usano una varietà di mudra per raccontare storie ed esprimere emozioni.
Tala e Laya: Tala (ritmo) e laya (tempo) sono elementi essenziali della danza classica indiana. Le danzatrici del Mohiniyattam devono avere un forte senso del ritmo. Devono essere in grado di mantenere il tempo della danza per tutta la performance.

## Etimologia
Mohiniyattam, anche chiamato Mohini-attam, deriva da "Mohini" (sanscrito: मोहिनी, lett. "fuorviante"), un avatar femminile del dio Vishnu della mitologia indiana, e da "Attam", che nella lingua malayalam parlata in Kerala significa "movimento ritmico o danza"; il termine significa quindi "la danza dell'incantatrice, la danza dell'incantesimo, la danza di una donna dalla bellezza straordinaria.

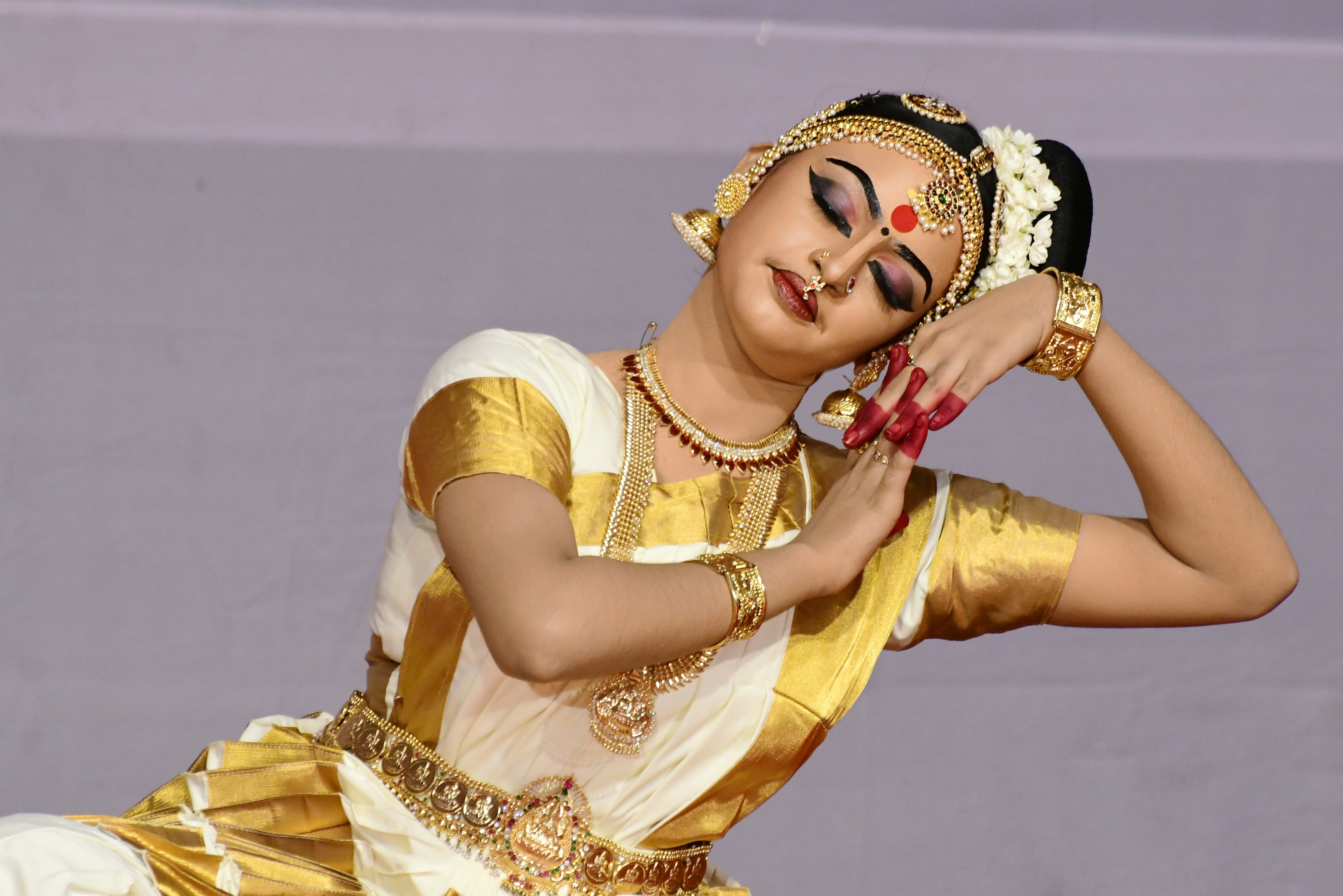
Artista al festival di danza della scuola del distretto di Kannur, 2009

Mohini, l'incantatrice divina, appare nelle mitologie indù durante la battaglia tra i Deva (divinità) e gli Asura (demoni), dopo che questi ultimi si erano impadroniti dell'Amrita, il nettare dell'immortalità. Mostrandosi nel suo splendore giovanile, abbigliata in modo seducente, Mohini usò il suo fascino per sedurre gli Asura; i demoni, immersi nella contemplazione della sua danza mistica, caddero in trance, permettendo all'incantatrice di sottrarre loro l'Amrita. In questo modo fu impedito al male di ottenere l'immortalità.
I dettagli della storia di Mohini variano a seconda del Purana e della regione, ma è costantemente rappresentata come un'incantatrice avatar del dio supremo del Vaishnavismo.

## Storia

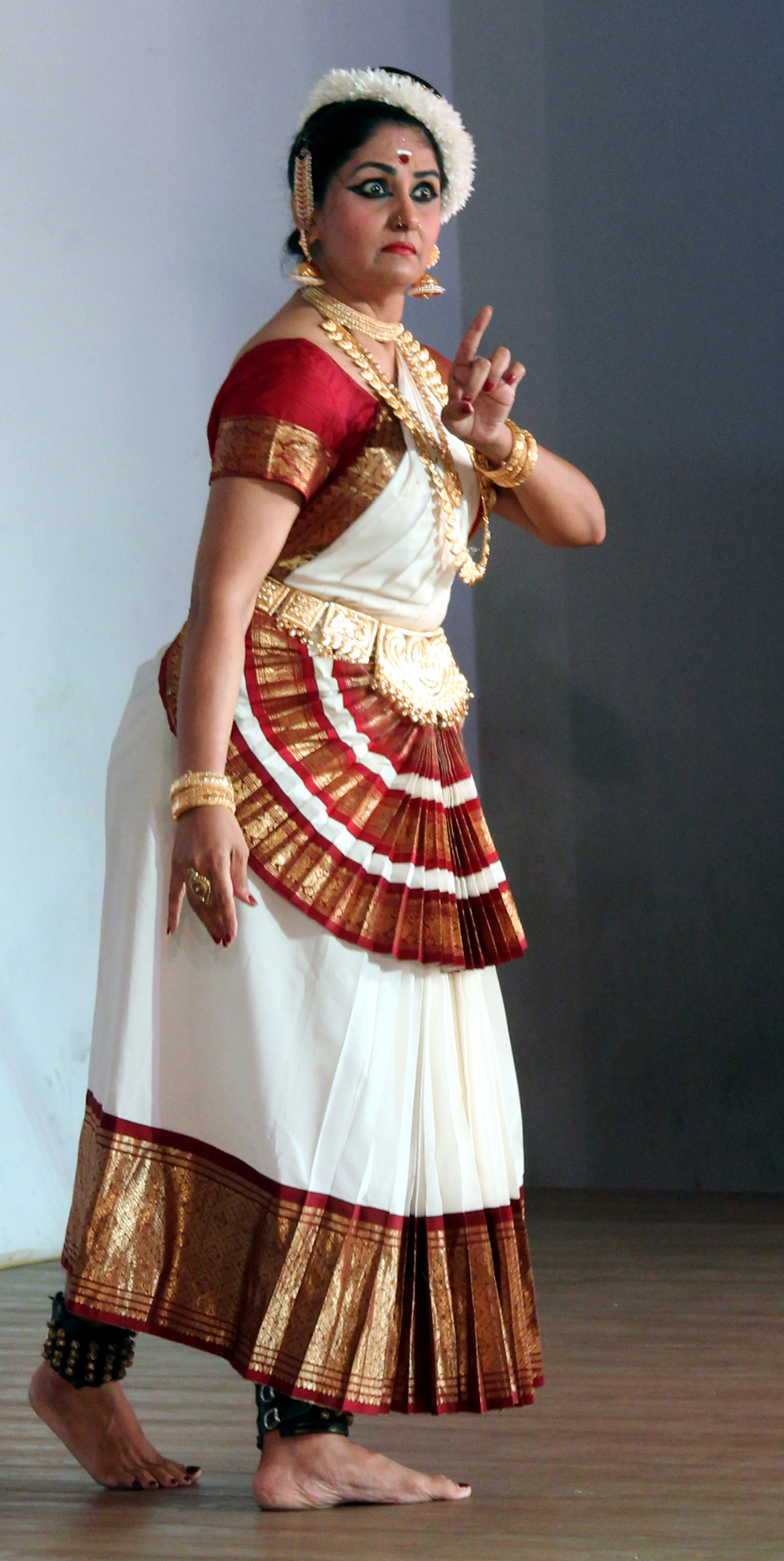
La ballerina Mohiniattam Sunanda Nair

Il Mohiniyattam è una danza classica indiana che, per definizione, traccia il suo repertorio dal testo fondamentale Natya Shastra, attribuito all'antico studioso Bharata Muni. La sua prima compilazione viene collocata tra il 200 a.C. e il 200 d.C., ma le stime variano tra il 500 a.C. e il 500 d.C. Il testo descrive gli elementi base e la struttura di due tipi di danza: la vigorosa danza Tandava ad alta energia (Shiva) e la gentile e aggraziata danza Lasya (Parvati, l'amata di Shiva). Il Mohiniyāttam segue la struttura e gli obiettivi della danza Lasya definiti nell'antico testo di arte drammatica.
Il Kerala, la regione dove questo genere di danza si è sviluppato ed è popolare, ha una lunga tradizione di danze in stile lasya le cui basi e struttura potrebbero essere alla radice. Una prova del Mohiniyattam, o di una tradizione di danza simile al Mohiniyattam, è costituita dalle sculture dei templi del Kerala. Il tempio di Vishnu dell'XI secolo a Trikodithanam e il tempio Kidangur Subramanya hanno diverse sculture di danzatrici in pose Mohiniyattam.
Le prove testuali dal XII secolo in poi suggeriscono che i poeti e drammaturghi Malayalam inclusero temi Lāsyā. Il Vyavaharamala del XVI secolo dei Nambootiri contiene la prima menzione conosciuta del termine Mohiniyattam, nel contesto di un pagamento da corrispondere a una danzatrice Mohiniyattam. Un'altra menzione del termine è contenuta nel testo Gosha Yatra del XVII secolo. Il Balarama Bharatam del XVIII secolo, un importante lavoro secondario sul Natya Shastra composto in Kerala, tra i molti stili di danza citati include il Mohini Natana.
Nel XVIII e XIX secolo il Mohiniyattam si sviluppò quando le arti della danza ricevettero il patrocinio di stati principeschi in competizione. In particolare, all'inizio del XIX secolo, la sponsorizzazione e la formazione di un gruppo congiunto di artisti di Mohiniyattam e Bharatanatyam da parte del re indù, poeta e compositore musicale Swathi Thirunal Rama Varma, contribuì alla crescita e sistematizzazione del moderno Mohiniyattam.
Alla fine del XIX e all'inizio del XX secolo, il Mohiniyattam era eseguito da donne della comunità indù, una comunità nel Kerala centrale. Secondo Justine Lemos, il Mohiniyattam "era una celebrazione dell'erotismo, della fertilità, della ricchezza e dell'ospitalità".

### Età coloniale
Con la diffusione del dominio coloniale britannico nell'India del XIX secolo, tutte le forme di danza classica dell'India furono ridicolizzate e scoraggiate, portando al loro grave declino. Questo fu in parte il risultato della moralità vittoriana di repressione sessuale, cui si aggiunse l'attività dei missionari anglicani che criticavano l'induismo.
I gesti seduttivi e le espressioni facciali durante le danze del tempio furono caricaturizzati in The Wrongs of Indian Womanhood, pubblicato all'inizio del XX secolo, come prova di una tradizione di "prostitute, cultura erotica degradata, schiavitù agli idoli e ai sacerdoti", e i missionari cristiani pretesero che questo dovesse essere fermato, lanciando il "movimento anti-danza" o "movimento anti-nautch" nel 1892. Questo movimento colpì tutte le danze classiche in India e contribuì al loro declino, inclusa la stigmatizzazione del Mohiniyattam negli stati principeschi dell'India Britannica di Travancore e Cochin.

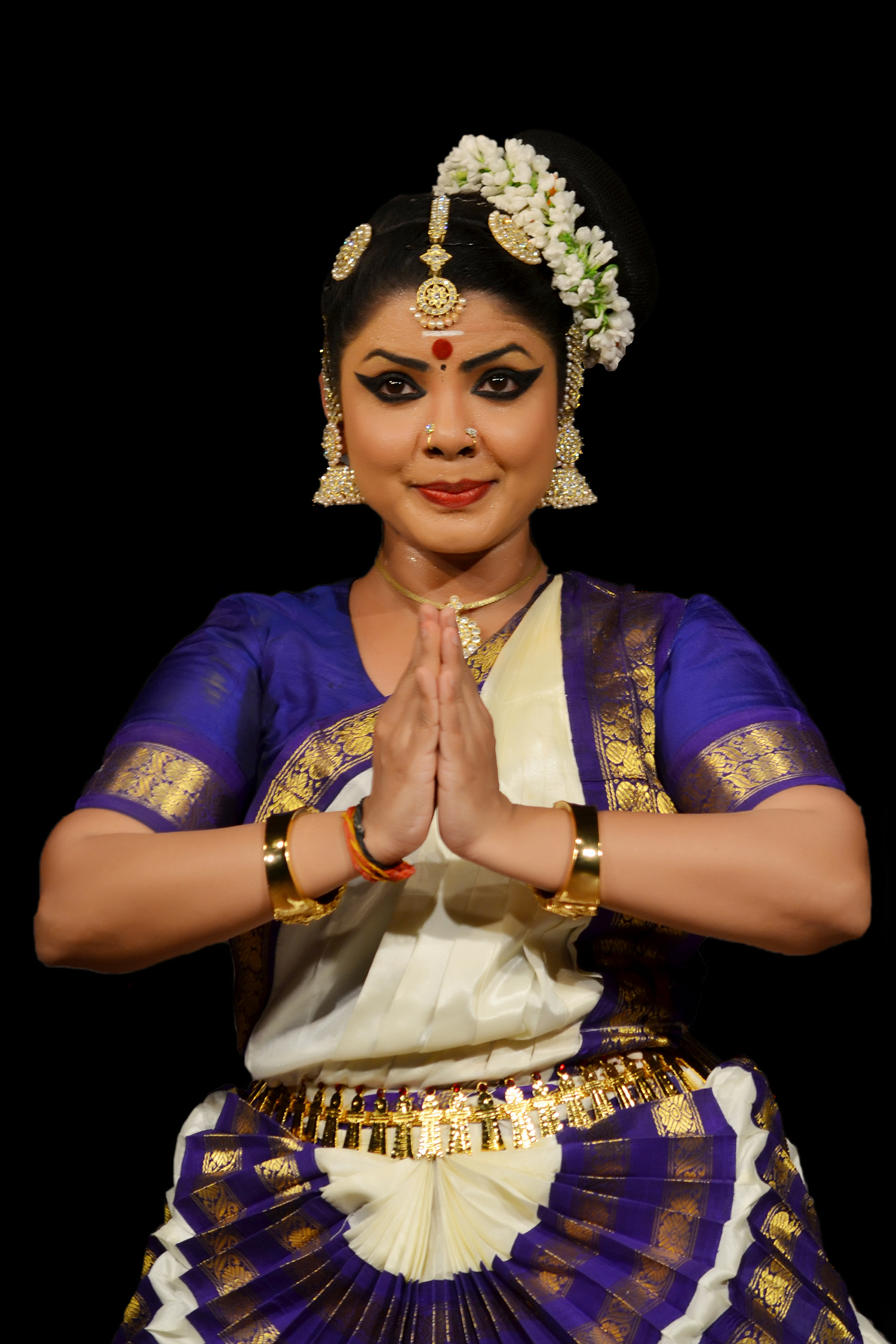
Una posa Mohiniattam

Secondo Justine Lemos, lo stereotipo convenzionale è stato quello di etichettare le danzatrici del tempio come prostitute. Il Mohiniyattam fu vietato dal Maharaja sotto la pressione del dominio britannico e dei suoi cittadini, ma un esame delle prove storiche suggerisce che non esisteva alcuna legge o proclama che vietasse tale danza, né ci sono prove che le danzatrici del Mohiniyattam fossero devadasi, prostitute del tempio o anche servitori umili del tempio. Tuttavia, aggiunge Lemos, ci sono prove di ricompense date, borse di studio sponsorizzate e pagamenti effettuati alle danzatrici di Mohiniyattam, così come leggi emanate tra il 1931 e il 1938 che - senza nominare il Mohiniyattam - vietarono le devadasi, tutte le forme di "danza o teatro lascivi" e la danza nei templi, mentre gli stati principeschi del Kerala facevano parte dell'Impero Britannico, in modo simile ai divieti posti alle arti performative indù nelle Presidenze dell'India britannica di Madras, Bombay e Calcutta emanati in precedenza. Nel 1940, il divieto fu parzialmente revocato, permettendo "danze volontarie nei templi". Nel 1941 una nuova legge chiarì che la danza volontaria era permessa, ma che le danzatrici non dovevano essere pagate. Questo portò a proteste, rivolte pubbliche e richieste di remunerazione rivolte dalle danzatrici allo stato o al pubblico e di riconoscimento dell'arte performativa come forma di attività economica e di libertà religiosa, ma lo stato non le pagò.
Durante gli anni '40 diverse donne continuarono a danzare il Mohiniyattam nei templi indù, indipendentemente dalle politiche in vigore.

### Età moderna

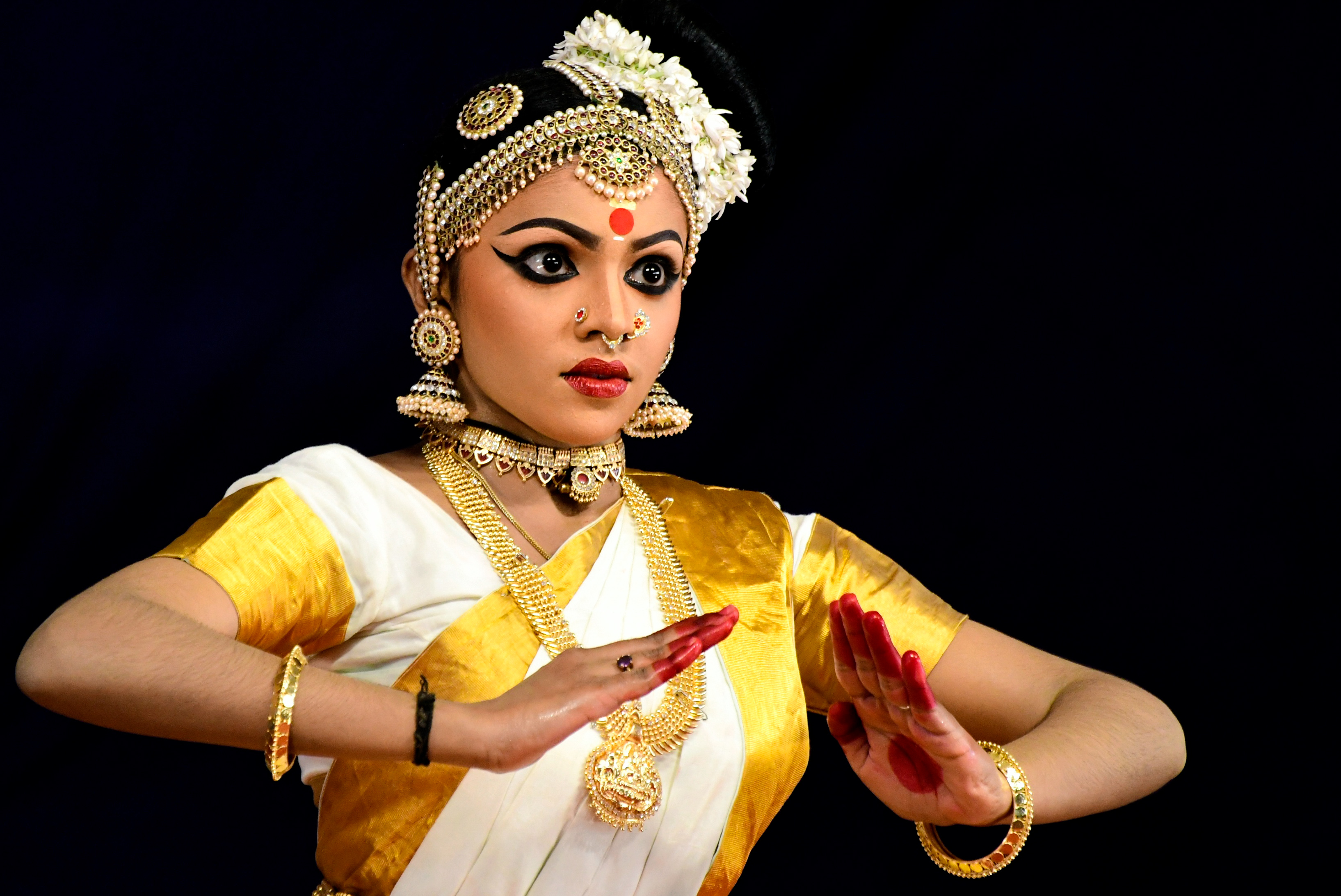
Mohiniyattam

Il dileggio riservato alle danze e i divieti emanati durante il dominio coloniale britannico contribuirono ai sentimenti nazionalisti ed ebbero un impatto su tutte le arti performative indù, incluso il Mohiniyattam. Tale danza venne rivitalizzata e ricostruita, in particolare negli anni '30, dal poeta nazionalista malayalam Vallathol Narayana Menon, che contribuì ad abrogare il divieto di danza nei templi del Kerala, oltre che a fondare la scuola di danza Kerala Kalamandalam e a incoraggiare gli studi, la formazione e la pratica del Mohiniattam.
Altri importanti sostenitori del Mohiniyattam nel XX secolo sono stati Mukundraja, Appiradeth Krishna Panicker, Harichand e ragazzi di Vishnavam, Thankamony, così come la guru e danzatrice Kalamandalam Kalyanikutty Amma.
Kalamandalam è un'istituzione molto conosciuta per l'insegnamento e l'apprendimento della forma d'arte Mohiniyattam, ma nei primi decenni del XXI secolo è divenuta nota per le discriminazioni affrontate dagli artisti e studenti a causa della loro casta ed etnia. Nel 2024 l'insegnante di danza Kalamandalam Sathyabhama Jr ha ricevuto attenzione dai media per le sue dichiarazioni razziste e sessiste contro artisti di sesso maschile e di colore che si sono affermati nel gala artistico del Mohiniyattam.

## Repertorio

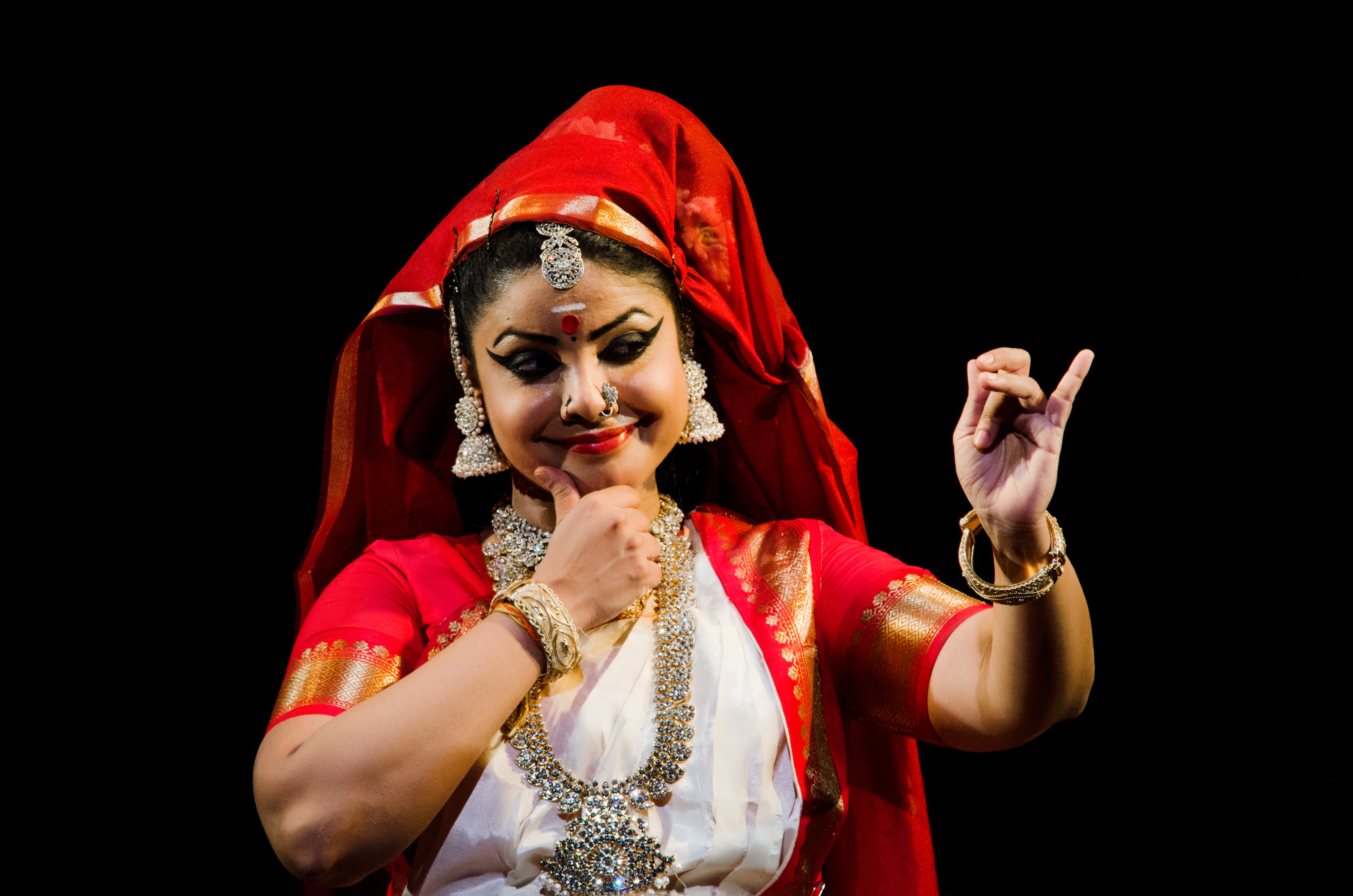
Espressione d'artista

Il Mohiniyattam è un sottogenere lasya di danza, eseguito nello stile Kaisiki vritti (stile grazioso), descritto negli antichi testi indiani delle arti performative come il Natya Shastra. Più specificamente, è una danza che eccelle nella forma Ekaharya Abhinaya, cioè una performance di danza espressiva solista accompagnata dal canto e dalla musica. La danza include nritta (danza pura, solista), nritya (danza espressiva, solista) e le produzioni moderne a volte includono natya (spettacolo, danza di gruppo).
La performance nritta è l'aspetto astratto e ritmico della danza che appare all'inizio e alla fine del repertorio di danza. Lo spettatore assiste all'esecuzione di un movimento puro, in cui l'accento è posto sulla bellezza del movimento, della forma, della velocità, dell'allineamento. Questa parte del repertorio non ha aspetto interpretativo, non racconta una storia.
Il nritya è l'aspetto espressivo della danza che intende di comunicare una trama, con emozioni e sentimenti, attraverso temi spirituali. In un nritya, la danza-recitazione (Abhinaya, Vaittari) si espande per includere l'espressione silenziosa delle parole attraverso gesti delle mani e del volto e movimento del corpo impostati su note musicali. La danzatrice impersona una leggenda o un messaggio spirituale, mirando a coinvolgere le emozioni e la mente dello spettatore.
La postura base del Mohiniyattam è con i piedi separati, le ginocchia piegate verso l'esterno, il busto superiore eretto, un dolce ondeggiamento laterale del corpo a forma di otto accompagnato dal movimento dei fianchi (Ati Bhanga). Il lavoro dei piedi è morbido, scorrevole e sincronizzato con il battito musicale e la recitazione. Il movimento del corpo è talvolta descritto in termini di immagini naturali rilassanti, come l'oscillazione delle foglie di palma e il dolce ondeggiamento delle onde dell'oceano.
Le unità di danza base nel Mohiniattam sono conosciute come atavus o atavukal, e queste sono raggruppate in quattro: Taganam, Jaganam, Dhaganam e Sammisram. I gesti delle mani e facciali della danza seguono il testo classico di Hastha Lakshanadeepika, che contiene una descrizione elaborata delle mudra.

### Sequenza
La sequenza del repertorio del Mohiniyattam è simile a quella del Bharatanatyam, contenendo sette elementi che vengono eseguiti secondo una struttura descritta nei testi di danza classica: Cholkettu (invocazione, ma inizia con l'offerta di riverenza alla dea Bhagavati e termina con una preghiera a Shiva), Jatisvaram o più precisamente Swarajeti, Varnam (dove l'attrice inserisce una mimica per distrarsi, comunicando al contempo la storia o il messaggio di fondo), Padam (canzone), Tillana (interpretazione del danzatore della melodia creata dal musicista), Shlokam e Saptam.

### Costumi
Il costume include un sari bianco semplice o bianco sporco, come avorio o color crema, ricamato con broccato dorato brillante o orlato d'oro (simile a un sari Kasavu cerimoniale). Indossa un choli (blusa) aderente abbinato al sari, sotto il quale alla vita c'è una cintura dorata che raccoglie l'estremità del sari, mettendo in evidenza la vita. Davanti al sari, sotto la cintura c'è un telo plissettato con bande concentriche in colori oro o zafferano, che permettono libertà di movimento e aiutano a comunicare visivamente la mudra al pubblico distante.

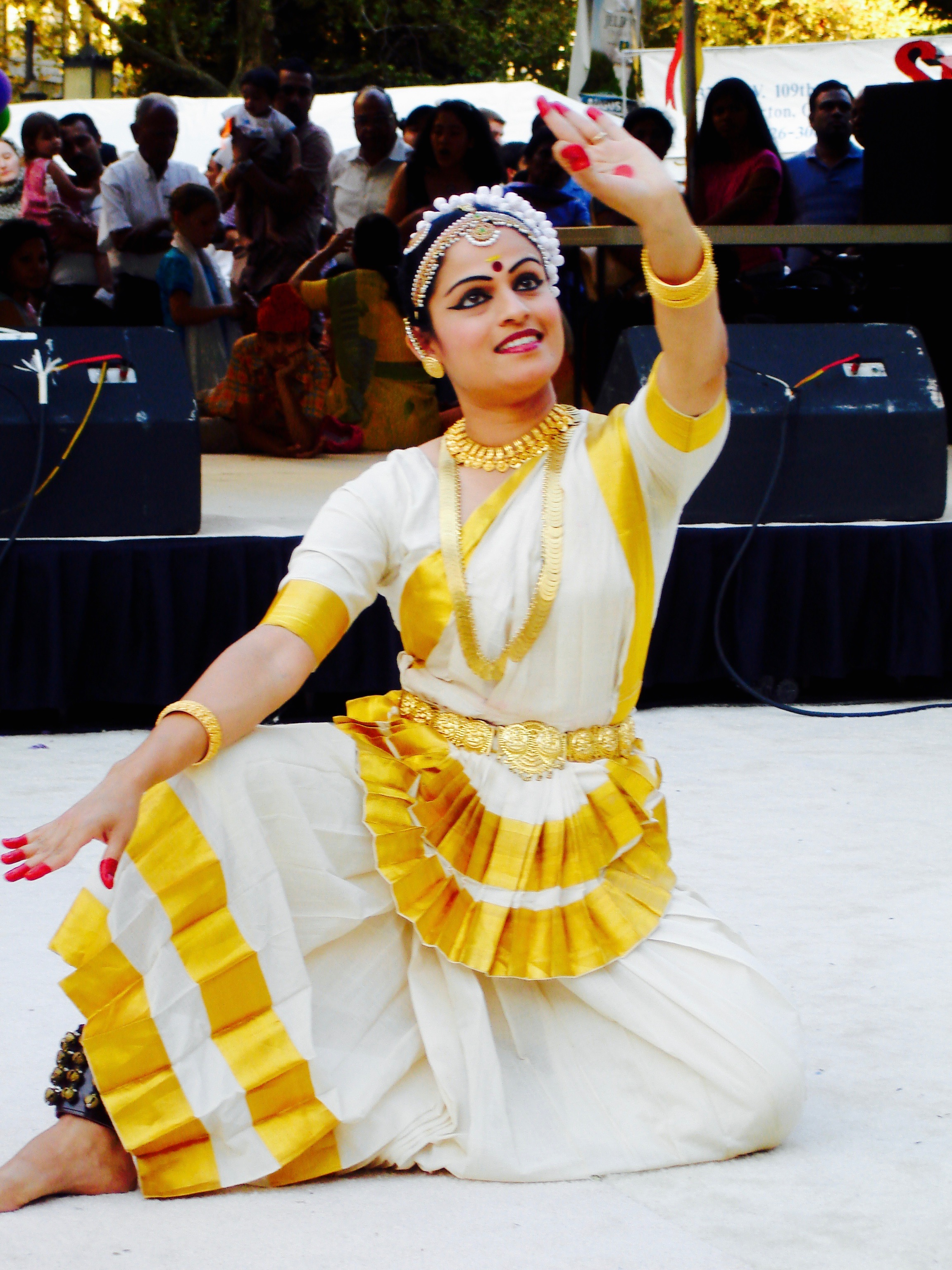
Costumi Mohiniyattam

La danzatrice indossa gioielli relativamente semplici e nessuna maschera, in contrasto con l'altra principale danza classica del Kerala chiamata Kathakali. I suoi gioielli solitamente includono elementi sulle dita, polsi, collo e orecchie (che possono avere campanelli). Il trucco del viso è naturale, ma le labbra sono rosso brillante; porta disegnato il tikka indù (Gobi) sulla fronte e i suoi occhi sono delineati per aiutare a evidenziarne i movimenti durante la danza. Le sue caviglie sono adornate con cinturini di pelle con campanelli (chilanka), i piedi e le dita sono colorati di rosso con tinture naturali. La sua acconciatura è raccolta e legata in uno chignon rotondo liscio e stretto su un lato della testa (tipicamente a sinistra) e lo chignon è poi circondato da fiori profumati, generalmente con gelsomini.
I danzatori maschi generalmente indossano un dhoti chiamato muti. Come le donne, anche le loro caviglie sono adornate con chilankas, piedi e dita colorati di rosso con tinture naturali. Come le donne, recano il tikka indù (Gobi) sulla fronte e i loro occhi sono evidenziati con una linea di matita nera.

### Musica e strumenti
Le parti vocali (musica) del Mohiniyattam coinvolgono vari ritmi. Esistono numerosi testi per un repertorio Mohiniyattam, per la maggior parte redatti in Manipravalam, una miscela di sanscrito, tamil e malayalam.
Gli strumenti musicali solitamente usati nel Mohiniyattam sono il mridangam o Madhalam (tamburo a barile), l'idakka (tamburo a clessidra), il flauto, Veena e Kuzhitalam (cimbali). I raga (melodia) sono resi nello stile sopana (gradini), che è uno stile melodico lento con radici nel Natya Shastra.

## Galleria d'immagini

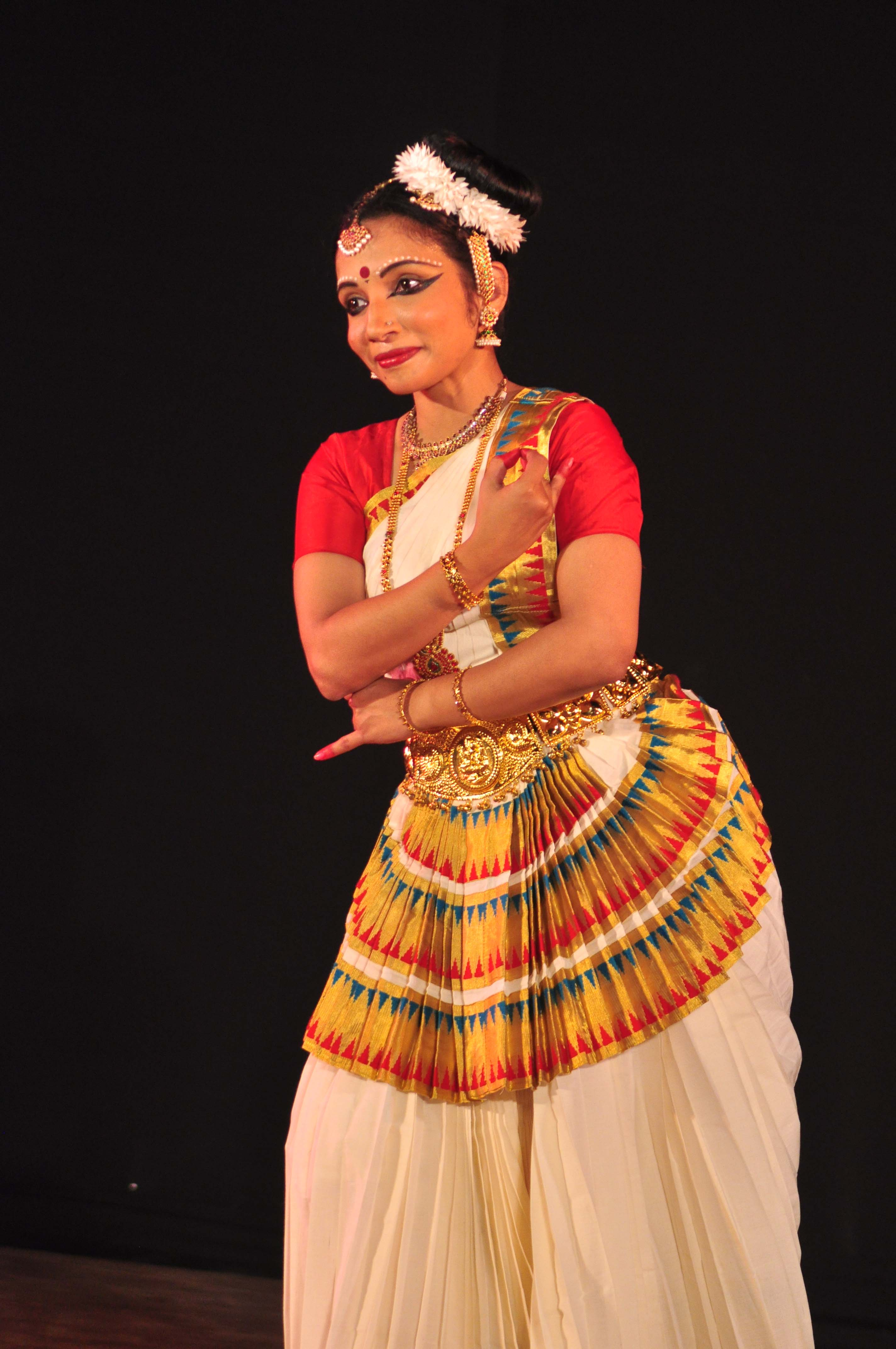
Gouri festival Palakkad
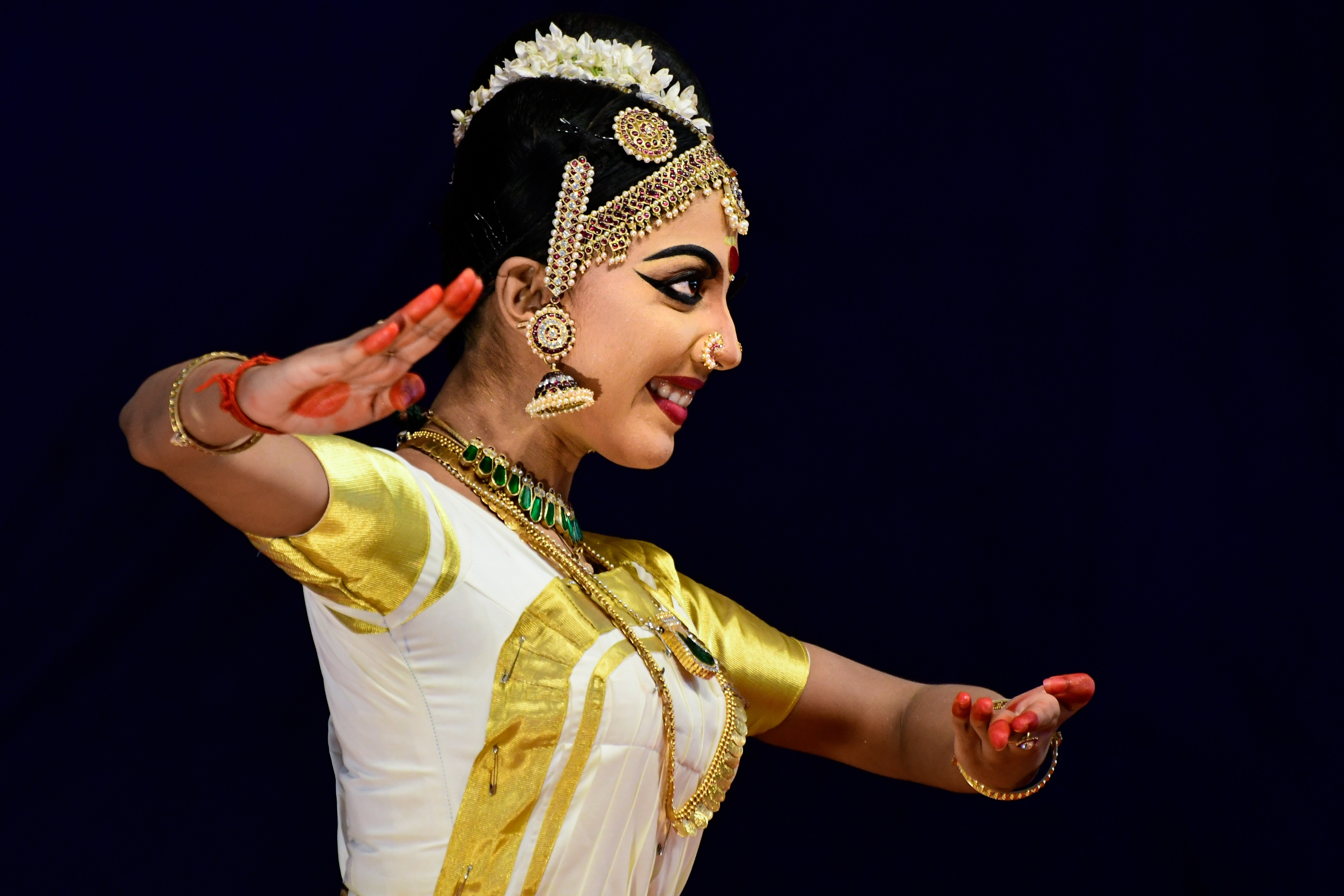
Alla scuola del Kerala Kalolsavam, 2019
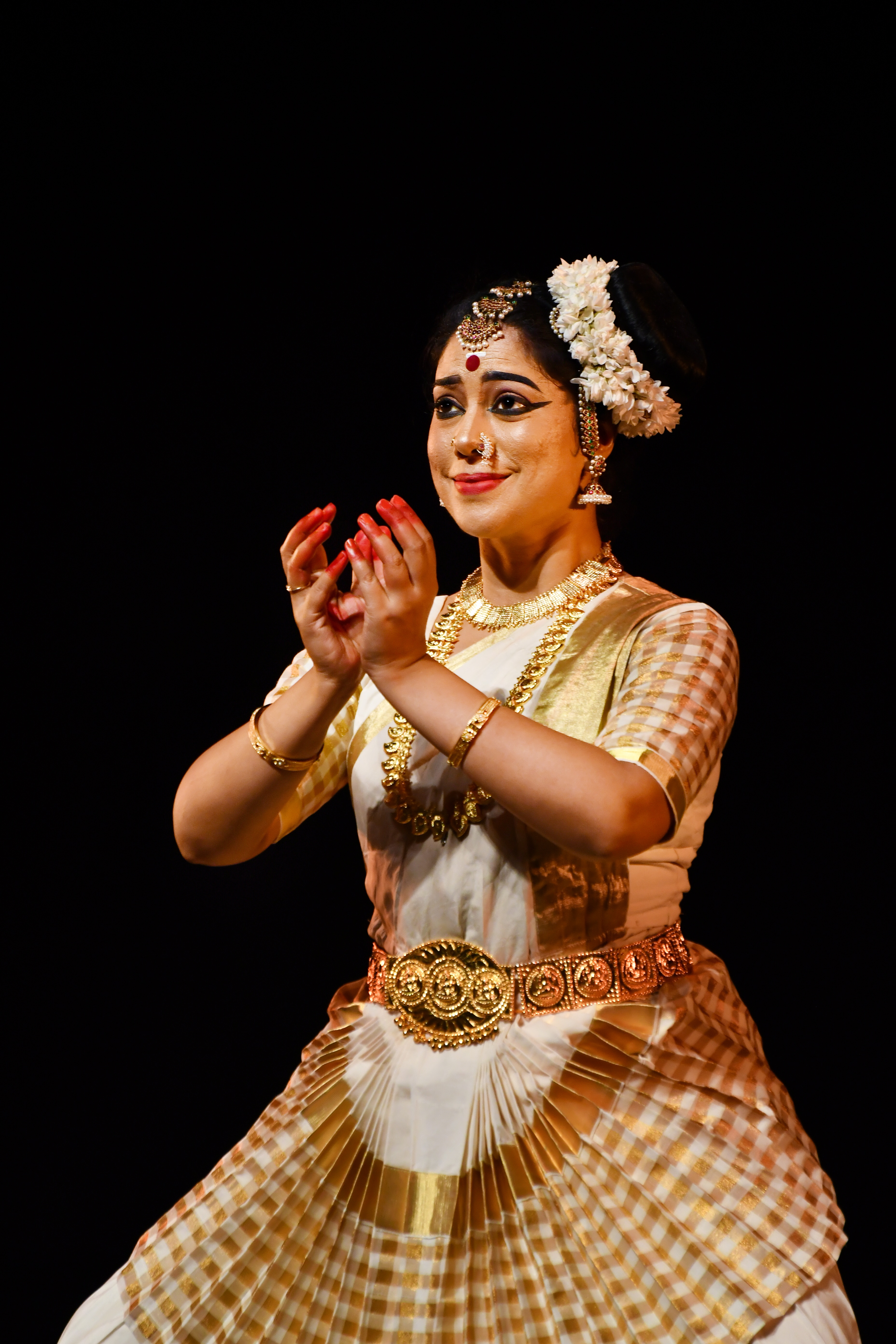
Immagine di danza Mohiniyattam
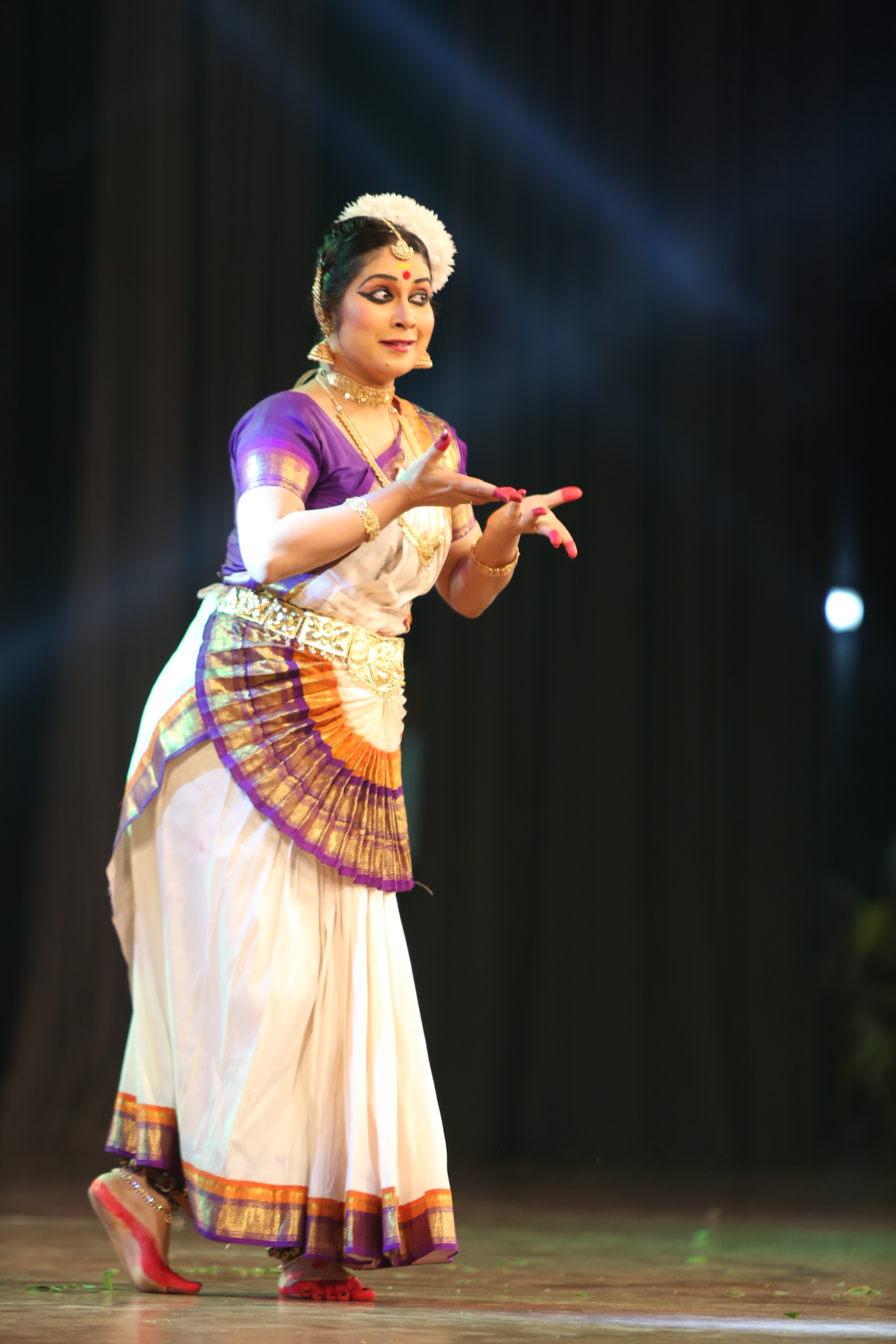
Esibizione di Mohiniyattam all'evento di posa della prima pietra del Kerala Bhavan
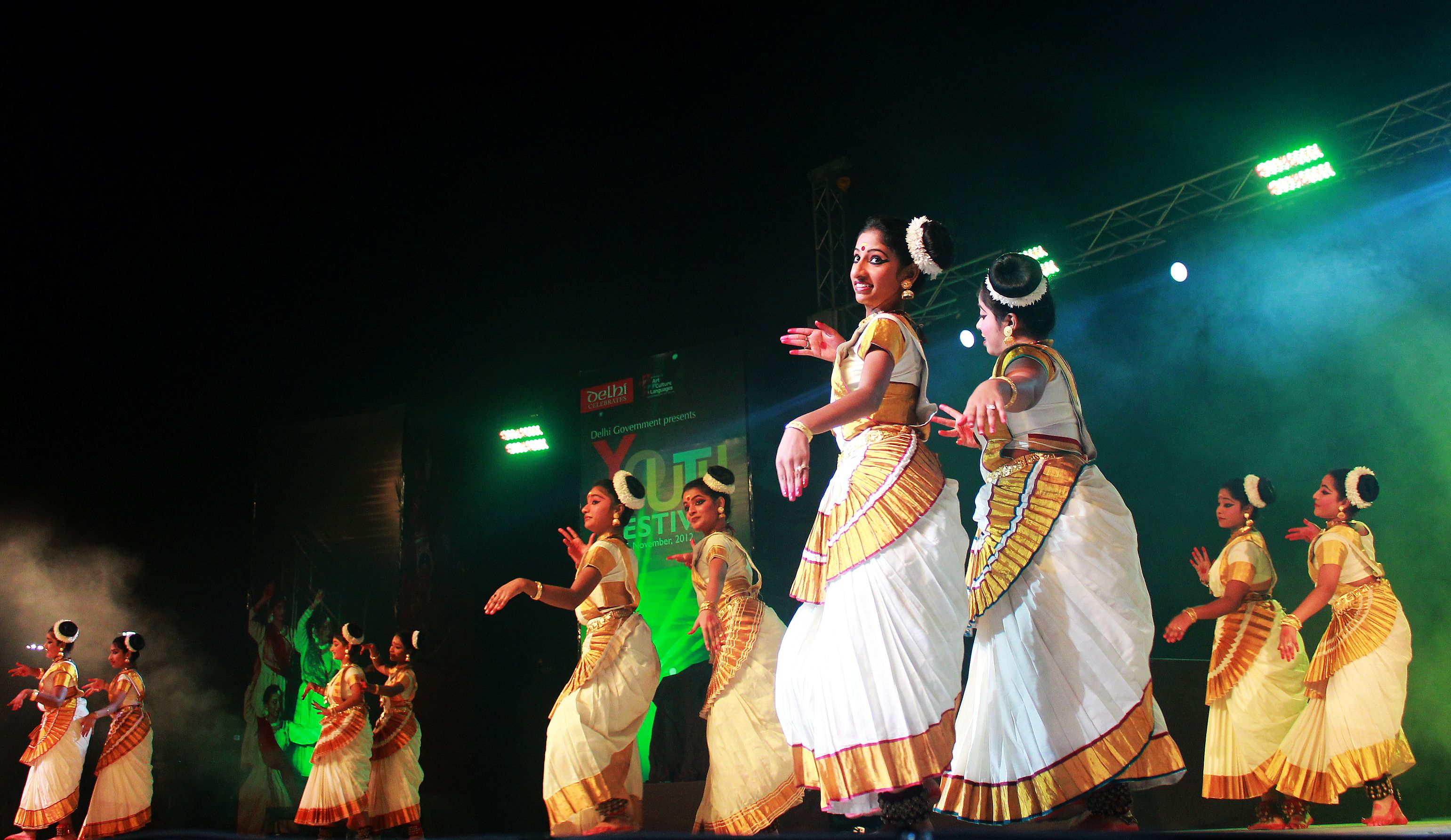
Youth Festival Dehli 2012
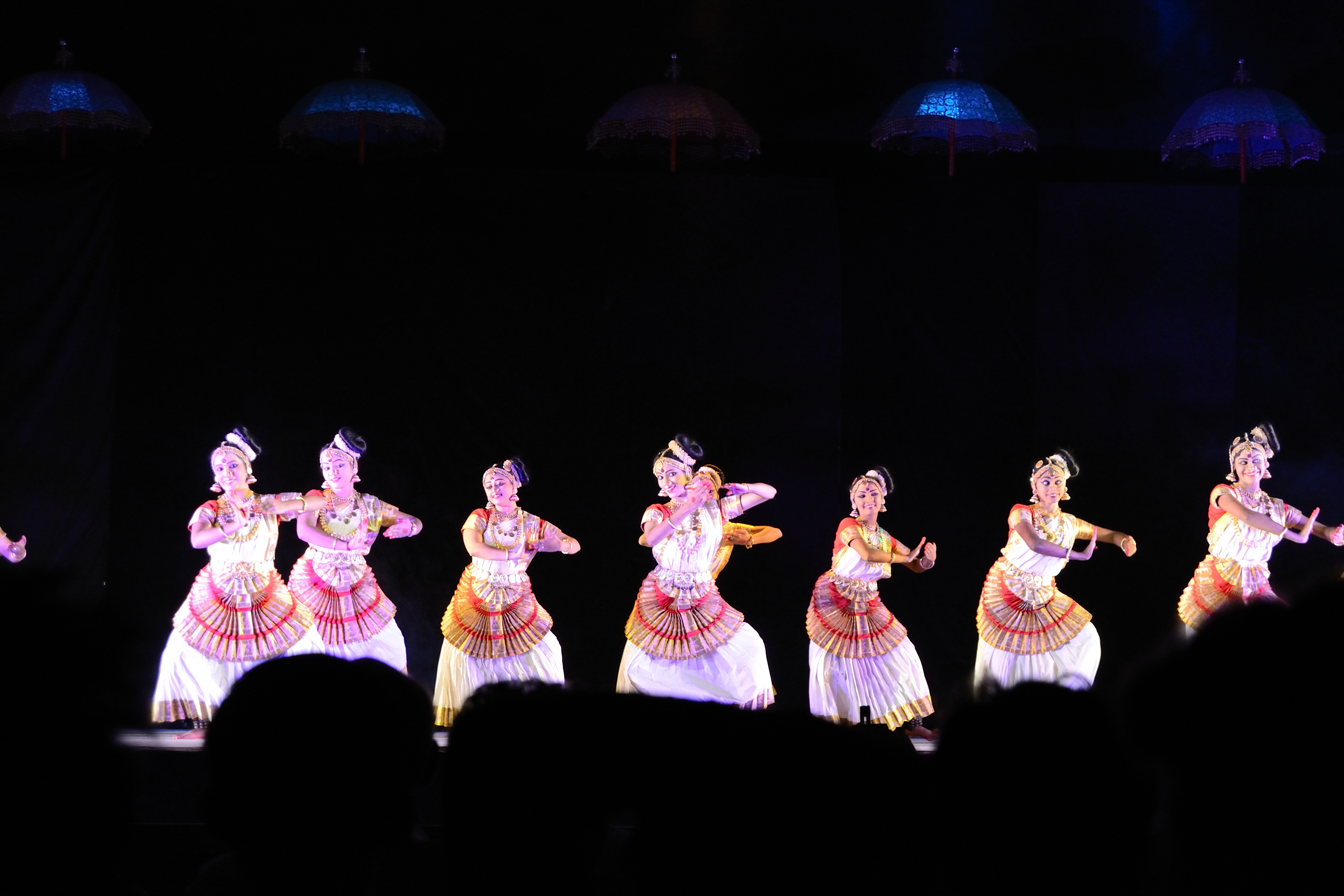
Esibizione a Mangalore